# Långevattnet (Hjärtums socken, Bohuslän)
Långevattnet är en sjö i Lilla Edets kommun i Bohuslän och ingår i Göta älv-Bäveåns kustområde. Sjöns area är 0,03 kvadratkilometer och den befinner sig 135 meter över havet.